# Playoffs NBA 2010
Navigation
Playoffs 2009 Playoffs 2011
Les playoffs NBA 2010 sont les séries éliminatoires (en anglais, playoffs) de la saison NBA 2009-2010. Ils commencent le 17 avril 2010, et se terminent en juin avec les finales NBA.
Les Lakers de Los Angeles sont champions de NBA en saison NBA 2009-2010, ils conservent le titre acquis en 2009.

## Règlement
Au premier tour, l'équipe classée numéro 1 affronte l'équipe classée numéro 8, la numéro 2 la 7, la 3 la 6 et la 4 la 5. En demi-finale de conférence, l'équipe vainqueur de la série entre la numéro 1 et la numéro 8 rencontre l'équipe vainqueur de la série entre la numéro 4 et la numéro 5, et l'équipe vainqueur de la série entre la numéro 2 et la numéro 7 rencontre l'équipe vainqueur de la série entre la numéro 3 et la numéro 6. Les vainqueurs des demi-finales de conférence s'affrontent en finale de conférence. Les deux équipes ayant remporté la finale de leur conférence respective (Est ou Ouest) sont nommées championnes de conférence et se rencontrent ensuite pour une série déterminant le champion NBA.
Une équipe doit gagner quatre matchs pour remporter une série de playoffs, avec un maximum de sept matchs par série.

## Classements de la saison régulière
| Champion de division | Qualifié pour les playoffs | Non qualifié pour les playoffs |

Les champions de division sont automatiquement qualifiés pour les playoffs.
| Conférence Est | Conférence Est         | Conférence Est | Conférence Est | Conférence Est |
| No             | Franchise              | Vic.           | Déf.           | PCT            |
| -------------- | ---------------------- | -------------- | -------------- | -------------- |
| 1              | Cavaliers de Cleveland | 61             | 21             | .744           |
| 2              | Magic d'Orlando        | 59             | 23             | .720           |
| 3              | Hawks d'Atlanta        | 53             | 29             | .646           |
| 4              | Celtics de Boston      | 50             | 32             | .610           |
| 5              | Heat de Miami          | 47             | 35             | .573           |
| 6              | Bucks de Milwaukee     | 46             | 36             | .561           |
| 7              | Bobcats de Charlotte   | 44             | 38             | .537           |
| 8              | Bulls de Chicago       | 41             | 41             | .500           |
|                |                        |                |                |                |
| 9              | Raptors de Toronto     | 40             | 42             | .488           |
| 10             | Pacers de l'Indiana    | 32             | 50             | .390           |
| 11             | Knicks de New York     | 29             | 53             | .354           |
| 12             | Pistons de Détroit     | 27             | 55             | .329           |
| 13             | 76ers de Philadelphie  | 27             | 55             | .329           |
| 14             | Wizards de Washington  | 26             | 56             | .317           |
| 15             | Nets du New Jersey     | 12             | 70             | .146           |

| Conférence Ouest | Conférence Ouest               | Conférence Ouest | Conférence Ouest | Conférence Ouest |
| No               | Franchise                      | Vic.             | Déf.             | PCT              |
| ---------------- | ------------------------------ | ---------------- | ---------------- | ---------------- |
| 1                | Lakers de Los Angeles          | 57               | 25               | .695             |
| 2                | Mavericks de Dallas            | 55               | 27               | .671             |
| 3                | Suns de Phoenix                | 54               | 28               | .659             |
| 4                | Nuggets de Denver              | 53               | 29               | .646             |
| 5                | Jazz de l'Utah                 | 53               | 29               | .646             |
| 6                | Trail Blazers de Portland      | 50               | 32               | .610             |
| 7                | Spurs de San Antonio           | 50               | 32               | .610             |
| 8                | Thunder d'Oklahoma City        | 50               | 32               | .610             |
|                  |                                |                  |                  |                  |
| 9                | Rockets de Houston             | 42               | 40               | .512             |
| 10               | Grizzlies de Memphis           | 40               | 42               | .488             |
| 11               | Hornets de La Nouvelle-Orléans | 37               | 45               | .451             |
| 12               | Clippers de Los Angeles        | 29               | 53               | .354             |
| 13               | Warriors de Golden State       | 26               | 56               | .317             |
| 14               | Kings de Sacramento            | 25               | 57               | .305             |
| 15               | Timberwolves du Minnesota      | 15               | 66               | .185             |

## Faits marquants des playoffs
- Les Trail Blazers de Portland doivent disputer les trois premiers matchs de playoffs sans leur joueur vedette, Brandon Roy, qui a été opéré du genou droit[1].
- Le 17 avril, une altercation entre Kevin Garnett et Quentin Richardson lors du premier match Boston-Miami a conduit à l'exclusion de Garnett. Ce dernier est suspendu pour le deuxième match contre Miami[2].
- Le 24 avril, Thunder d'Oklahoma City bat les Lakers de Los Angeles par un écart de 21 points (110-89). C'est l'écart le plus important réalisé par une équipe classée (8) contre une équipe classée (1) en playoffs depuis 1983-1984[3].
- Après 5 matchs du premier tour, 3 équipes de la conférence Est sont qualifiées (Cleveland, Boston et Orlando) alors qu'aucune équipe de la conférence Ouest n'est qualifiée.
- Le 29 avril, les Mavericks de Dallas n'ont marqué que 8 points lors du premier quart-temps du sixième match du premier tour contre les Spurs de San Antonio. C'est le record du minimum de points pendant un quart-temps lors des playoffs de NBA.
- Le 4 mai, Magic d'Orlando bat les Hawks d'Atlanta avec un écart de 43 points (114 à 71).
- Les 9 et 10 mai, trois demi-finales de conférence ont été gagnées en quatre matchs, par les Suns de Phoenix, Magic d'Orlando et Lakers de Los Angeles.
- Le 24 mai, le Magic d'Orlando évite l'élimination en finale de conférence Est en remportant le 4e match à Boston après prolongation. Les Celtics remportent finalement la série 4 victoires à 2.
- Le 17 juin, les Lakers de Los Angeles remportent leur 16e titre NBA à l'issue du match 7 contre les Celtics de Boston.

## Résultats

### Tableau
|  | 1er tour         | 1er tour                  | 1er tour              |   |                       | Demi-finales de Conférence | Demi-finales de Conférence | Demi-finales de Conférence |  |   | Finales de Conférence | Finales de Conférence | Finales de Conférence |  |    | Finales NBA       | Finales NBA | Finales NBA |
|  |                  |                           |                       |   |                       |                            |                            |                            |  |   |                       |                       |                       |  |    |                   |             |             |
|  | 1                | Cavaliers de Cleveland    | 4                     |   |                       |                            |                            |                            |  |   |                       |                       |                       |  |    |                   |             |             |
|  | 8                | Bulls de Chicago          | 1                     |   |                       |                            |                            |                            |  |   |                       |                       |                       |  |    |                   |             |             |
|  | 8                | Bulls de Chicago          | 1                     |   | 1                     | Cavaliers de Cleveland     | 2                          |                            |  |   |                       |                       |                       |  |    |                   |             |             |
|  |                  |                           |                       |   | 1                     | Cavaliers de Cleveland     | 2                          |                            |  |   |                       |                       |                       |  |    |                   |             |             |
|  |                  | 4                         | Celtics de Boston     | 4 |                       |                            |                            |                            |  |   |                       |                       |                       |  |    |                   |             |             |
|  | 4                | 4                         | Celtics de Boston     | 4 | Celtics de Boston     | 4                          |                            |                            |  |   |                       |                       |                       |  |    |                   |             |             |
|  | 4                |                           |                       |   | Celtics de Boston     | 4                          |                            |                            |  |   |                       |                       |                       |  |    |                   |             |             |
|  | 5                | Heat de Miami             | 1                     |   |                       |                            |                            |                            |  |   |                       |                       |                       |  |    |                   |             |             |
|  | 5                | Heat de Miami             | 1                     |   |                       |                            |                            |                            |  | 4 | Celtics de Boston     | 4                     |                       |  |    |                   |             |             |
|  | Conférence Est   |                           |                       |   |                       |                            |                            |                            |  | 4 | Celtics de Boston     | 4                     |                       |  |    |                   |             |             |
|  |                  | 2                         | Magic d'Orlando       | 2 |                       |                            |                            |                            |  |   |                       |                       |                       |  |    |                   |             |             |
|  | 3                | 2                         | Magic d'Orlando       | 2 | Hawks d'Atlanta       | 4                          |                            |                            |  |   |                       |                       |                       |  |    |                   |             |             |
|  | 3                |                           |                       |   | Hawks d'Atlanta       | 4                          |                            |                            |  |   |                       |                       |                       |  |    |                   |             |             |
|  | 6                | Bucks de Milwaukee        | 3                     |   |                       |                            |                            |                            |  |   |                       |                       |                       |  |    |                   |             |             |
|  | 6                | Bucks de Milwaukee        | 3                     |   | 3                     | Hawks d'Atlanta            | 0                          |                            |  |   |                       |                       |                       |  |    |                   |             |             |
|  |                  |                           |                       |   | 3                     | Hawks d'Atlanta            | 0                          |                            |  |   |                       |                       |                       |  |    |                   |             |             |
|  |                  | 2                         | Magic d'Orlando       | 4 |                       |                            |                            |                            |  |   |                       |                       |                       |  |    |                   |             |             |
|  | 2                | 2                         | Magic d'Orlando       | 4 | Magic d'Orlando       | 4                          |                            |                            |  |   |                       |                       |                       |  |    |                   |             |             |
|  | 2                |                           |                       |   | Magic d'Orlando       | 4                          |                            |                            |  |   |                       |                       |                       |  |    |                   |             |             |
|  | 7                | Bobcats de Charlotte      | 0                     |   |                       |                            |                            |                            |  |   |                       |                       |                       |  |    |                   |             |             |
|  | 7                | Bobcats de Charlotte      | 0                     |   |                       |                            |                            |                            |  |   |                       |                       |                       |  | E4 | Celtics de Boston | 3           |             |
|  |                  |                           |                       |   |                       |                            |                            |                            |  |   |                       |                       |                       |  | E4 | Celtics de Boston | 3           |             |
|  |                  | W1                        | Lakers de Los Angeles | 4 |                       |                            |                            |                            |  |   |                       |                       |                       |  |    |                   |             |             |
|  | 1                | W1                        | Lakers de Los Angeles | 4 | Lakers de Los Angeles | 4                          |                            |                            |  |   |                       |                       |                       |  |    |                   |             |             |
|  | 1                |                           |                       |   | Lakers de Los Angeles | 4                          |                            |                            |  |   |                       |                       |                       |  |    |                   |             |             |
|  | 8                | Thunder d'Oklahoma City   | 2                     |   |                       |                            |                            |                            |  |   |                       |                       |                       |  |    |                   |             |             |
|  | 8                | Thunder d'Oklahoma City   | 2                     |   | 1                     | Lakers de Los Angeles      | 4                          |                            |  |   |                       |                       |                       |  |    |                   |             |             |
|  |                  |                           |                       |   | 1                     | Lakers de Los Angeles      | 4                          |                            |  |   |                       |                       |                       |  |    |                   |             |             |
|  |                  | 5                         | Jazz de l'Utah        | 0 |                       |                            |                            |                            |  |   |                       |                       |                       |  |    |                   |             |             |
|  | 4                | 5                         | Jazz de l'Utah        | 0 | Nuggets de Denver     | 2                          |                            |                            |  |   |                       |                       |                       |  |    |                   |             |             |
|  | 4                |                           |                       |   | Nuggets de Denver     | 2                          |                            |                            |  |   |                       |                       |                       |  |    |                   |             |             |
|  | 5                | Jazz de l'Utah            | 4                     |   |                       |                            |                            |                            |  |   |                       |                       |                       |  |    |                   |             |             |
|  | 5                | Jazz de l'Utah            | 4                     |   |                       |                            |                            |                            |  | 1 | Lakers de Los Angeles | 4                     |                       |  |    |                   |             |             |
|  | Conférence Ouest |                           |                       |   |                       |                            |                            |                            |  | 1 | Lakers de Los Angeles | 4                     |                       |  |    |                   |             |             |
|  |                  | 3                         | Suns de Phoenix       | 2 |                       |                            |                            |                            |  |   |                       |                       |                       |  |    |                   |             |             |
|  | 3                | 3                         | Suns de Phoenix       | 2 | Suns de Phoenix       | 4                          |                            |                            |  |   |                       |                       |                       |  |    |                   |             |             |
|  | 3                |                           |                       |   | Suns de Phoenix       | 4                          |                            |                            |  |   |                       |                       |                       |  |    |                   |             |             |
|  | 6                | Trail Blazers de Portland | 2                     |   |                       |                            |                            |                            |  |   |                       |                       |                       |  |    |                   |             |             |
|  | 6                | Trail Blazers de Portland | 2                     |   | 3                     | Suns de Phoenix            | 4                          |                            |  |   |                       |                       |                       |  |    |                   |             |             |
|  |                  |                           |                       |   | 3                     | Suns de Phoenix            | 4                          |                            |  |   |                       |                       |                       |  |    |                   |             |             |
|  |                  | 7                         | Spurs de San Antonio  | 0 |                       |                            |                            |                            |  |   |                       |                       |                       |  |    |                   |             |             |
|  | 2                | 7                         | Spurs de San Antonio  | 0 | Mavericks de Dallas   | 2                          |                            |                            |  |   |                       |                       |                       |  |    |                   |             |             |
|  | 2                |                           |                       |   | Mavericks de Dallas   | 2                          |                            |                            |  |   |                       |                       |                       |  |    |                   |             |             |
|  | 7                | Spurs de San Antonio      | 4                     |   |                       |                            |                            |                            |  |   |                       |                       |                       |  |    |                   |             |             |

### Résultats détaillés

#### Premier tour
| Conférence Est - Cavaliers de Cleveland - Bulls de Chicago : 4 - 1 17 avril : Chicago @ Cleveland : 83 - 96 19 avril : Chicago @ Cleveland : 102 - 112 22 avril : Cleveland @ Chicago : 106 - 108 25 avril : Cleveland @ Chicago : 121 - 98 27 avril : Chicago @ Cleveland : 94 - 96 Cleveland est qualifié pour les demi-finales de conférence - Magic d'Orlando - Bobcats de Charlotte : 4 - 0 18 avril : Charlotte @ Orlando : 89 - 98 21 avril : Charlotte @ Orlando : 77 - 92 24 avril : Orlando @ Charlotte : 90 - 86 26 avril : Orlando @ Charlotte : 99 - 90 Orlando est qualifié pour les demi-finales de conférence - Hawks d'Atlanta - Bucks de Milwaukee : 4 - 3 17 avril : Milwaukee @ Atlanta : 92- 102 20 avril : Milwaukee @ Atlanta : 86 - 96 24 avril : Atlanta @ Milwaukee : 89 - 107 26 avril : Atlanta @ Milwaukee : 104 - 111 28 avril : Milwaukee @ Atlanta : 91 - 87 30 avril : Atlanta @ Milwaukee : 83 - 69 2 mai : Milwaukee @ Atlanta : 74 - 95 Atlanta est qualifié pour les demi-finales de conférence - Celtics de Boston - Heat de Miami : 4 - 1 17 avril : Miami @ Boston : 76 - 85 20 avril : Miami @ Boston : 77 - 106 23 avril : Boston @ Miami : 100 - 98 25 avril : Boston @ Miami : 92 - 101 27 avril : Miami @ Boston : 86 - 96 Boston est qualifié pour les demi-finales de conférence | Conférence Ouest - Lakers de Los Angeles - Thunder d'Oklahoma City : 4 - 2 18 avril : Oklahoma City @ Los Angeles : 79 - 87 20 avril : Oklahoma City @ Los Angeles : 92 - 95 22 avril : Los Angeles @ Oklahoma City : 96 - 101 24 avril : Los Angeles @ Oklahoma City : 89 - 110 27 avril : Oklahoma City @ Los Angeles : 87 - 111 30 avril : Los Angeles @ Oklahoma Ciy : 95 - 94 Los Angeles est qualifié pour les demi-finales de conférence. - Mavericks de Dallas - Spurs de San Antonio : 2 - 4 18 avril : San Antonio @ Dallas : 94 - 100 21 avril : San Antonio @ Dallas : 102 - 88 23 avril : Dallas @ San Antonio :90 - 94 25 avril : Dallas @ San Antonio : 89 - 92 27 avril : San Antonio @ Dallas : 81 - 103 29 avril : Dallas @ San Antonio : 87 - 97 San Antonio est qualifié pour les demi-finales de conférence. - Suns de Phoenix - Trail Blazers de Portland : 4 - 2 18 avril : Portland @ Phoenix : 105 - 100 20 avril : Portland`@ Phoenix : 90 - 119 22 avril : Phoenix @ Portland : 108 - 89 24 avril : Phoenix @ Portland : 87 - 96 26 avril : Portland @ Phoenix : 88 - 107 29 avril : Phoenix @ Portland : 99 - 90 Phoenix est qualifié pour les demi-finales de conférence. - Nuggets de Denver - Jazz de l'Utah : 2 - 4 17 avril : Utah @ Denver : 113 - 126 19 avril : Utah @ Denver : 114 - 111 23 avril : Denver @ Utah : 93 - 105 25 avril : Denver @ Utah : 106 - 117 28 avril : Utah @ Denver : 102 - 116 30 avril : Denver @ Utah : 104 - 112 Utah est qualifié pour les demi-finales de conférence. |

#### Demi-finales de conférence
| Conférence Est - Cavaliers de Cleveland - Celtics de Boston : 2 - 4 1er mai : Boston @ Cleveland : 93 - 101 3 mai : Boston @ Cleveland : 104 - 86 7 mai : Cleveland @ Boston : 124 - 95 9 mai : Cleveland @ Boston : 87 - 97 11 mai : Boston @ Cleveland : 120 - 88 13 mai : Cleveland @ Boston : 85 - 94 Boston est qualifié pour la finale de conférence Est. - Magic d'Orlando - Hawks d'Atlanta : 4 - 0 4 mai : Atlanta @ Orlando : 71 - 114 6 mai : Atlanta @ Orlando : 98 - 112 8 mai : Orlando @ Atlanta : - 105 - 75 10 mai : Orlando @ Atlanta : 98 - 84 Orlando est qualifié pour la finale de conférence Est. | Conférence Ouest - Lakers de Los Angeles - Jazz de l'Utah : 4 - 0 2 mai : Utah @ Los Angeles : 99 - 104 4 mai : Utah @ Los Angeles : 103 - 111 8 mai : Los Angeles @ Utah : 111 - 110 10 mai : Los Angeles @ Utah : 111 - 96 Los Angeles est qualifié pour la finale de conférence Ouest. - Suns de Phoenix - Spurs de San Antonio : 4 - 0 3 mai : San Antonio @ Phoenix : 102 - 111 5 mai : San Antonio @ Phoenix : 102 - 110 7 mai : Phoenix @ San Antonio : 110 - 96 9 mai : Phoenix @ San Antonio : 107 - 101 Phoenix est qualifié pour la finale de conférence Ouest. |

#### Finales de conférence
| Conférence Est - Magic d'Orlando - Celtics de Boston : 2 - 4 16 mai : Boston @ Orlando : 92 - 88 18 mai : Boston @ Orlando : 95 - 92 22 mai : Orlando @ Boston : 71 - 94 24 mai : Orlando @ Boston : 96 - 92 a.p. (86-86) 26 mai : Boston @ Orlando : 92 - 113 28 mai : Orlando @ Boston : 84 - 96 Les Celtics de Boston sont qualifiés pour les finales NBA. | Conférence Ouest - Lakers de Los Angeles - Suns de Phoenix : 4 - 2 17 mai : Phoenix @ Los Angeles : 107 - 128 19 mai : Phoenix @ Los Angeles : 112 - 124 23 mai : Los Angeles @ Phoenix : 109 - 118 25 mai : Los Angeles @ Phoenix : 106 - 115 27 mai : Phoenix @ Los Angeles : 101 - 103 29 mai : Los Angeles @ Phoenix : 111 - 103 Les Lakers de Los Angeles sont qualifiés pour les finales NBA. |

### Finales NBA
Lakers de Los Angeles - Celtics de Boston :  4 - 3
| Match # | Date    | Lieu                       | Score       | Score                 | Score             | Meilleurs marqueurs Lakers de Los Angeles     | Meilleurs marqueurs Celtics de Boston |
| Match # | Date    | Lieu                       | Quart temps | Lakers de Los Angeles | Celtics de Boston | Meilleurs marqueurs Lakers de Los Angeles     | Meilleurs marqueurs Celtics de Boston |
| ------- | ------- | -------------------------- | ----------- | --------------------- | ----------------- | --------------------------------------------- | ------------------------------------- |
| 1       | 3 juin  | Staples Center Los Angeles | 1 2 3 4 T   | 26 24 34 18 102       | 21 20 23 25 89    | Kobe Bryant : 30 points Pau Gasol : 23 points | Paul Pierce : 24 points               |
| 2       | 6 juin  | Staples Center Los Angeles | 1 2 3 4 T   | 22 26 24 22 94        | 29 25 18 31 103   | Pau Gasol : 25 points                         | Ray Allen : 32 points                 |
| 3       | 8 juin  | TD Garden Boston           | 1 2 3 4 T   | 26 15 24 91           | 17 23 21 23 84    | Kobe Bryant : 29 points                       | Kevin Garnett : 25 points             |
| 4       | 10 juin | TD Garden Boston           | 1 2 3 4 T   | 16 29 17 27 89        | 19 23 18 36 96    | Kobe Bryant : 33 points                       | Paul Pierce : 19 points               |
| 5       | 13 juin | TD Garden Boston           | 1 2 3 4 T   | 20 19 26 21 86        | 22 23 28 19 92    | Kobe Bryant : 38 points                       | Paul Pierce : 27 points               |
| 6       | 15 juin | Staples Center Los Angeles | 1 2 3 4 T   | 28 23 25 13 89        | 18 13 20 16 67    | Kobe Bryant : 26 points                       | Ray Allen : 19 points                 |
| 7       | 17 juin | Staples Center Los Angeles | 1 2 3 4 T   | 14 20 19 30 83        | 23 17 22 79       | Kobe Bryant : 23 points                       | Paul Pierce : 18 points               |

### Statistiques

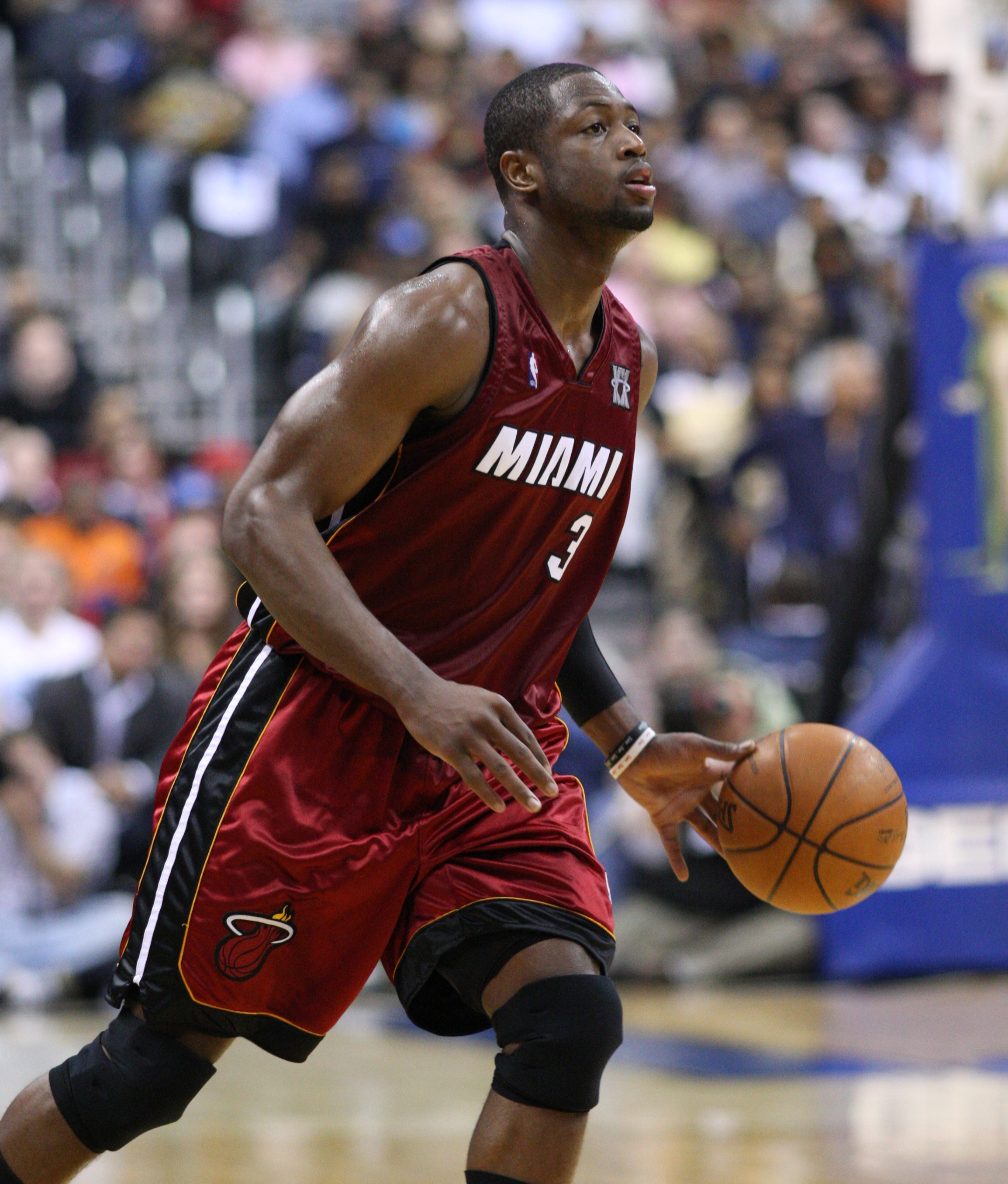
Dwyane Wade, meilleur marqueur

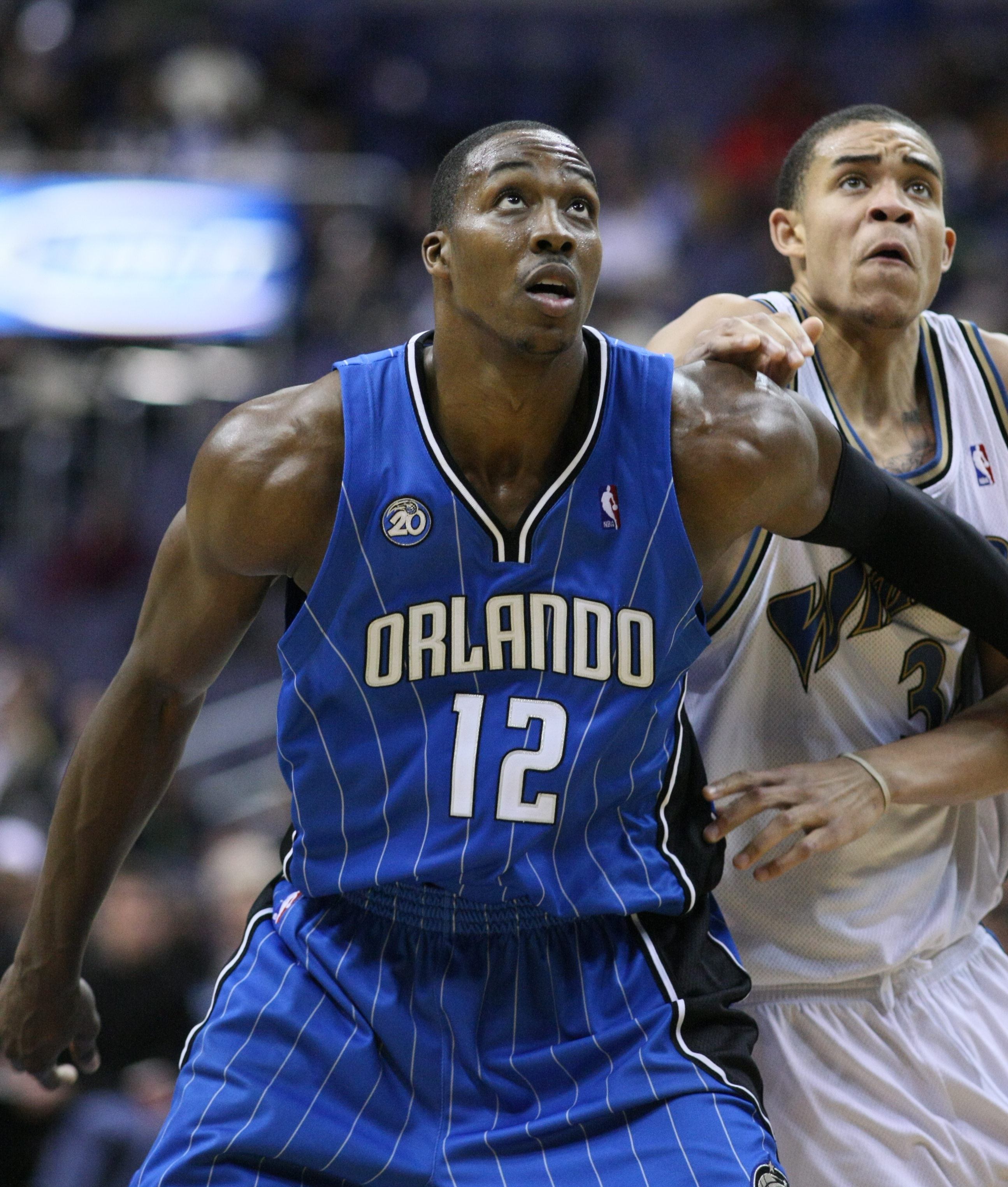
Dwight Howard, meilleur joueur aux contres

Au 28 mai.
| Catégorie        | Maximum                   | Maximum                         | Maximum | Moyenne        | Moyenne              | Moyenne | Moyenne |
| Catégorie        | Joueur                    | Équipe                          | Total   | Joueur         | Équipe               | Moyenne | Matchs  |
| ---------------- | ------------------------- | ------------------------------- | ------- | -------------- | -------------------- | ------- | ------- |
| Points           | Dwyane Wade               | Heat de Miami                   | 46      | Dwyane Wade    | Heat de Miami        | 33.2    | 5       |
| Rebonds          | Joakim Noah Carlos Boozer | Bulls de Chicago Jazz de l'Utah | 20      | Carlos Boozer  | Jazz de l'Utah       | 13.1    | 10      |
| Passes décisives | Rajon Rondo               | Celtics de Boston               | 19      | Deron Williams | Jazz de l'Utah       | 10.2    | 10      |
| Interceptions    | John Salmons              | Bucks de Milwaukee              | 6       | Manu Ginóbili  | Spurs de San Antonio | 2.6     | 10      |
| Contres          | Dwight Howard             | Magic d'Orlando                 | 9       | Dwight Howard  | Magic d'Orlando      | 3.5     | 14      |

## Couverture à la télévision
En France, des matchs de playoffs sont retransmis par les chaînes du groupe Canal+ dans la nuit du vendredi au samedi et le dimanche soir, ainsi que le mercredi en différé et quatre fois par semaine sur Orange sport, la nuit en direct et le lendemain après-midi en différé. Aux États-Unis, les matchs sont retransmis par les chaînes ABC, ESPN, TNT et NBA TV.